# Conjunto Atlântico
O Conjunto Atlântico foi um conjunto de choro da cidade de São Paulo.
O grupo foi criado a partir de reuniões realizadas na casa do paulistano Antonio D'Áuria (1912-1999), que desde a adolescência frequentava encontros musicais. Teve incentivo dentro de sua família, uma vez que pai e tio também eram instrumentistas, respectivamente, acordeonista e clarinetista. Durante o início da década de 1950 o violonista D'Auria passou a tocar também o sete cordas. Os encontros eram promovidos por D'Áuria em sua residência, na Avenida Rudge, 944, próxima à ponte da Casa Verde.
Mantendo a regularidade e o acolhimento a grandes músicos, a roda tornou-se uma referência entre os chorões, não apenas paulistanos e paulistas, mas também nacionais. Exemplo claro foi a aproximação e reconhecimento do carioca Jacob do Bandolim (1918–1969) pela iniciativa de D'Áuria, estimulando o aperfeiçoamento dos amigos participantes da roda desde início da década de 1950. Era o berço do Conjunto Atlântico.
Foram frequentes ao longo do tempo visitas de Jacob, Dino, Pixinguinha, Altamiro Carrilho, Canhoto da Paraíba, entre tantos nomes relevantes.
O Conjunto Atlântico surgiu, assim, dessas reuniões de amigos, de parceiros no choro, com D'Áuria capitaneando o grupo e variações na formação. Participaram, por exemplo, Jayme Soares e Dorival Malavasi ao cavaquinho; Juracy 'Barão' Wey, João da Matta, Waldomiro Marçola, Lazaro Teixeira, nos violões; Gentil Bonomi, Renato Banti, Osvaldo Bitelli, Clodoaldo do Pandeiro e Valdir Guidi, ritmistas; Walter Veloso, Agostinho Garcia e Amador Pinho, entre os bandolinistas e Renato Petra, cantor. São alguns dos muitos que por lá passaram e contribuíram com a música de São Paulo e a defesa do choro brasileiro.
Amador Pinho, paulista que viveu parte de sua mocidade no Rio Grande do Sul e foi aluno de Octavio Dutra, era concertista e tocou música clássica. Um dos destaques do conjunto. Alem de instrumentista, também era compositor. Pinho foi amigo e admirado por Jacob do Bandolim, sendo grande nome entre os bandolinistas da 'era do rádio' em São Paulo, tendo assim se tornado importante referência para Izaías. Recordações das reuniões são dadas por este, assim como seu irmão Israel Bueno de Almeida, violonista, no livro "Chorando na Garoa - Memórias Musicais de São Paulo".
O Conjunto Atlântico apresentou-se regularmente na TV Cultura, Canal 2, em programas de Julio Lerner (1939-2007), como "O Choro das Sextas-Feiras" durante 103 semanas e "As Muitas Histórias da MPB", com repercussão por todo o país. Também durante a década de 1970, entre 1977 e 1978, participou das duas edições do Festival Nacional do Choro, promovidas pela TV Bandeirantes. Ao longo dos anos 70, excursionaram pelo interior do Estado de São Paulo. Atuaram também com intensidade junto a outros músicos e fãs do gênero para a formação do Clube do Choro na capital paulista, entre 1976 e 77.
O Conjunto Atlântico concluiu sua existência por conta da incompatibilidade da vida profissional de seus instrumentistas - que tinham a música como hobby - com as agendas de apresentações. Foi, então, de certo modo, substituído pela formação de Isaías e seus Chorões, com reconhecimento de crítica e público.
Antonio D'Áuria muitas vezes gravou as rodas de choro que se realizaram em sua residência e este material de grande valor histórico foi cedido, junto com outros documentos musicais, na alvorada do século XXI ao Instituto Moreira Salles. Em 2017, aos 65 anos da 'estréia' do grupo, em apresentação na zona norte paulistana, e 80 anos de vida de Izaías Bueno de Almeida, foi lançado em memória o livro "Conjunto Atlântico - Uma História de Amor ao Choro", de José de Almeida Amaral Júnior, Ed. Paulistinha, contando a trajetória dos músicos liderados por Antonio D'Auria no bairro do Bom Retiro e respeitados por todo o Brasil . 